# Grieben (Elbe)
Grieben is een plaats en voormalige gemeente in de Duitse deelstaat Saksen-Anhalt, en maakt deel uit van de Landkreis Stendal.
Grieben telt 759 inwoners.